# Maria Voderholzer
Maria Voderholzer, geb. Schill, auch Maria Voderholzer-Schill (* 6. Januar 1927 in Kladruby (deutsch: Kladrau), Okres Tachov, Tschechoslowakei; † 19. August 2015 in Au (Rechtmehring)) war eine deutsche Lehrerin und Schriftstellerin.

## Leben
Maria Voderholzer wuchs in Kladrau auf. Im Winter 1945/46 kam sie der Vertreibung zuvor und floh über die Grenze zum Gutshof Marienhof bei Würzburg, wo Arbeitskräfte gesucht wurden. Kurz darauf nahm sie in Aschaffenburg ihre Ausbildung zur Lehrerin wieder auf. Anschließend wirkte sie als Volksschullehrerin im Kloster Au, in Oberornau und in Babensham im Landkreis Wasserburg. Auf Wunsch des Schulrates studierte sie dann in München Sonderschulpädagogik. Sie sollte danach eine Sonderschule für den Landkreis Wasserburg aufbauen. In München lernte sie ihren Mann kennen, der im Bayerischen Kultusministerium arbeitete. Sie schloss das Studium ab, arbeitete dann aber nicht mehr als Lehrerin, weil sie eine Familie gründete. Ihre vier Kinder sind der heutige Bischof von Regensburg Rudolf Voderholzer, Ulrich Voderholzer sowie ein weiterer Sohn und eine Tochter. In den 1960er und 1970er Jahren veröffentlichte sie einige Kinderbücher; die Bände „Eine lustige Familie“ und „Wir sind vier Geschwister“ entstanden in Zusammenarbeit mit ihrem Sohn Rudolf. 
Wegen ihres vielfältigen Einsatzes, vor allem für alleinerziehende Frauen, erhielt sie 1986 als erste den Marianne-Strauß-Preis.
Nach dem Tod ihres Ehemannes Jakob Voderholzer übersiedelte Maria Voderholzer nach Au, einem Ortsteil von Rechtmehring, wo sie bis zu ihrem Tod lebte.

## Werke
- Der Försterfriedel und sein Lumpi. W. Fischer, Göttingen 1960 (unter dem Namen Maria Voderholzer-Schill).
- Zwei fröhliche Tierfreunde. F. Schneider, München 1967.
- mit Rudi Voderholzer: Eine lustige Familie. W. Fischer, Göttingen 1970.
- mit Rudi Voderholzer: Wir sind vier Geschwister. W. Fischer, Göttingen 1970, ISBN 3-439-03527-1.
- Katja und Ralf. F. Schneider, München [u. a.] 1972, ISBN 3-505-03985-3.
- Familie Eichhorn; in Schreibschrift. F. Schneider, München [u. a.] 1973, ISBN 3-505-03986-1.
- Molli wagt den großen Sprung. F. Schneider, München [u. a.] 1974, ISBN 3-505-03987-X.
- Hrsg.: Mein Marienalbum. Ein Bilderalbum mit den schönsten Mariengebeten. EOS-Verlag, St. Ottilien 1977, ISBN 3-88096-034-8.
- Das Kreuz mit den Rubinen. EOS-Verlag, St. Ottilien 1978, ISBN 3-88096-040-2.